# Мендерес (станція метро)
41°02′34″ пн. ш. 28°52′43″ сх. д. / 41.042850046594° пн. ш. 28.878654392608° сх. д.
Мендерес (тур. Menderes) — станція лінії М1В Стамбульського метрополітену. Відкрита 14 липня 2013
Конструкція — колонна трипрогінна станція мілкого закладення з однією острівною платформою
Пересадки
- Автобуси: 33, 33M, 55Y, 85T, 98G
- Маршрутки: Топкапи — Юз'їл, Топкапи — Карабаїр-махаллесі, Топкапи — Багджилар — Гіїмкент, Бакиркьой — Атишалани, Багджилар — Девлет, Хастанесі — Хабіблер, Багджилар — Пашачаїри

| Попередня станція  | Лінія | Лінія                           | Лінія | Наступна станція  |
| ------------------ | ----- | ------------------------------- | ----- | ----------------- |
| Есенлер до Єнікапи |       | M1 (Стамбульський метрополітен) |       | Учюзлю до Кіразли |